# Reinhold Heling
Reinhold Heling (* 20. September 1927 in Widminnen, Kreis Lötzen, Masuren; † 19. Dezember 2008 in Hamburg) war ein deutscher Richter. Bekannt wurde er als Genealoge Ostpreußens.

## Leben
Helings Mutter war Anna Elise geb. Machhei (1893–1965). Der Vater Alfred Friedrich Willi Heling (1895–1983) war Prediger in der Kirchenprovinz Ostpreußen und wurde 1931 nach Arys versetzt. Reinhold Heling besuchte dort zwei Jahre lang die Mittelschule und bis 1943 die Oberschule in Lötzen. Er wurde im Januar 1944 als Marinehelfer nach Pillau eingezogen und anschließend im Reichsarbeitsdienst in Schlesien und bei Warschau eingesetzt. Als Offiziersanwärter gelangte er nach Oschatz in Sachsen. Als die Ostpreußische Operation (1945) begann, floh seine Mutter mit ihm und drei jüngeren Geschwistern im Januar 1945 aus Ostpreußen. Der Vater, seit 1940 Soldat im Heer (Wehrmacht), befand sich zu der Zeit im Kessel von Heiligenbeil. Als amerikanischer Kriegsgefangener konnte Reinhold Heling 1946 das Abitur ablegen. Am 28. Februar 1947 wurde er aus der Gefangenschaft entlassen.

### Hamburg

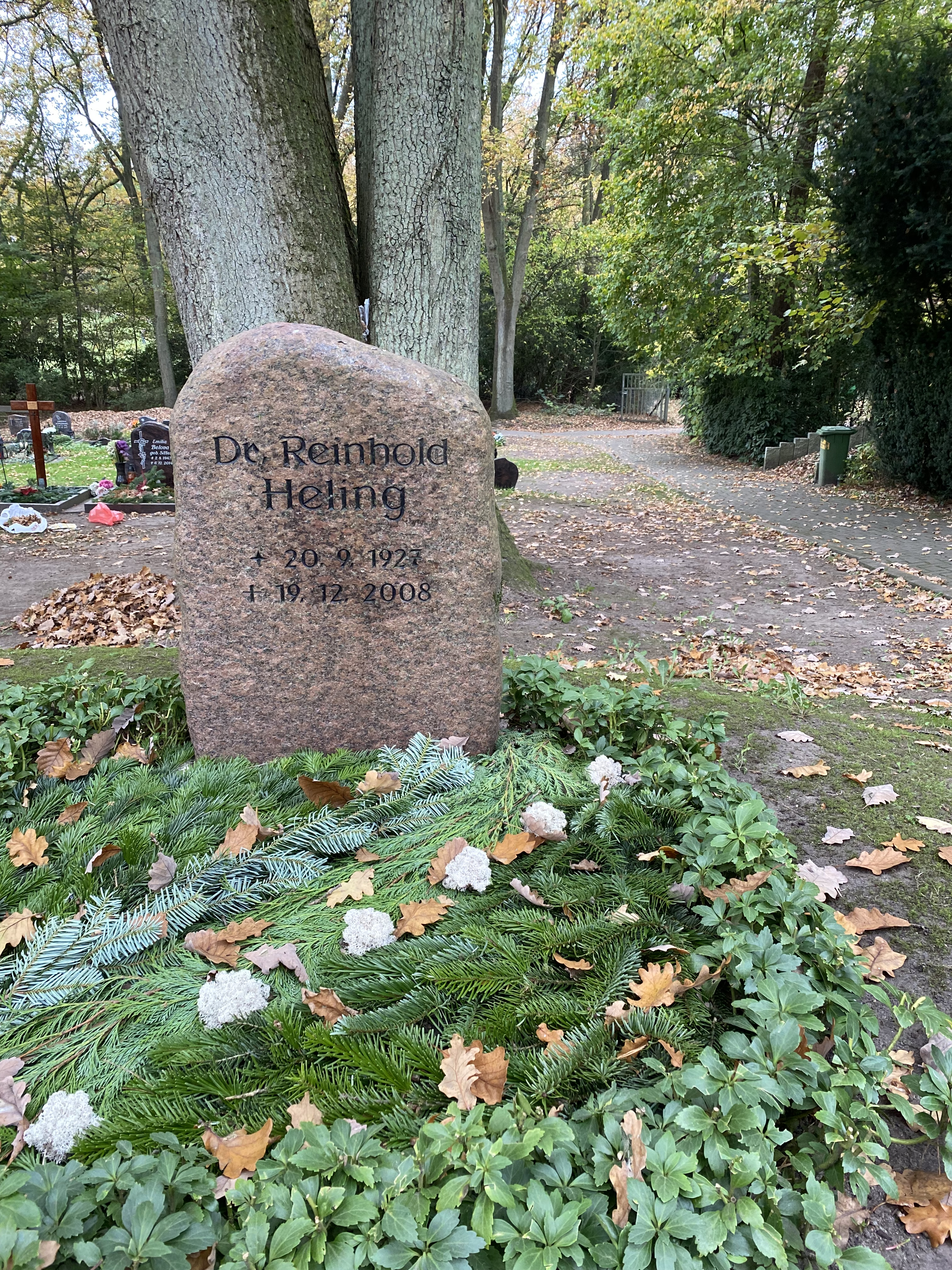
Grabstätte auf dem Heidefriedhof in Hamburg

Auf Verlangen der Hamburger Schulbehörde musste er die Reifeprüfung im September 1948 wiederholen. Im selben Jahr bestand er in Hamburg die Dolmetscherprüfung in Englischer Sprache mit „gut“. Vom Wintersemester 1948/49 bis zum Sommersemester 1951 studierte er an der Universität Hamburg Rechtswissenschaft. 1950 wurde er in der Burschenschaft Germania Königsberg aktiv. Nachdem er am 10. März 1952 das Referendarexamen („befriedigend“) bestanden hatte, heiratete er am 1. November 1952 in Stade Trude Anna Lilli Seidensticker (1925–2016). Aus der Ehe gingen eine Tochter und ein Sohn hervor. Am 29. Mai 1956 wurde Heling in Hamburg magna cum laude zum Dr. iur. promoviert. Er legte am 24. Januar 1957 die Große Juristische Staatsprüfung ab („befriedigend“) und trat am 17. April 1957 als Assessor in den Hamburgischen Verwaltungsdienst. Er war zunächst beim Bezirksamt Harburg, dann beim Rechtsamt, der Baubehörde und in der Senatskanzlei. 1960 zog er mit der Familie von Stade nach Hamburg. Im selben Jahr wurde er zum Regierungsrat in der Senatskanzlei ernannt. Er wechselte in den Justizdienst und kam als Richter an das Verwaltungsgericht Hamburg. Ab 1969 war er Verwaltungsgerichtsdirektor mit mehreren Nebenämtern. Wegen einer Herzinsuffizienz wurde er 1986 mit 59 Jahren pensioniert.
Reinhold Heling starb im Alter von 81 Jahren und wurde auf dem Heidefriedhof im Hamburger Stadtteil Hausbruch beigesetzt.

### Verein für Familienforschung in Ost- und Westpreußen
Dem 1925 in Königsberg gegründeten Verein für Familienforschung in Ost- und Westpreußen e. V. trat Heling 1966 bei. Zwischen 1967 und 1994 war er Schriftleiter, stellvertretender Vorsitzender und  Erster Vorsitzender des Vereins. Er begründete ein Mitteilungsblatt und übernahm die Redaktion von fast 70, zum Teil mehrbändigen Sonderschriften. Er redigierte auch die Zeitschrift des Vereins, die seit 1927 unter dem Titel Altpreußische Geschlechterkunde erschien. Heling machte sie zum Jahrbuch mit 400–600 Seiten. 1977 begründete er die Reihe Quellen, Material und Sammlungen zur altpreußischen Familienforschung (QMS). Durch die Veröffentlichung von Quellen versuchte er den Verein als Nachfolger der untergegangenen ostpreußischen Geschichtsvereine zu etablieren. Die Mitgliederzahl des Vereins konnte seit 1975 mehr als verdoppelt und der Umfang seiner Publikationen mehr als verdreifacht werden. Die wirtschaftlichen Verhältnisse des Vereins konnten dauerhaft geordnet werden.

### Veröffentlichungen
Helings Publikationen betreffen viele Themen der Familiengeschichte und der allgemeinen Geschichte Ostpreußens. Beispiele sind seine Beiträge zum 450-jährigen Jubiläum der Albertus-Universität Königsberg (1994) und die Namenskartei „Quassowski“. Mit ihren 23 Bänden und 8.500 Seiten ist sie eine Fundgrube ohne Gegenstück in einer anderen ostdeutschen Provinz. Ab 1978 arbeitete Heling an einem „Altpreußischen evangelischen Pfarrerbuch“, einem Verzeichnis der dienstlichen und biographischen Daten aller Pfarrer (und ihrer Angehörigen), die in Ostpreußen (und Westpreußen) zwischen 1525 und 1945 amtierten. Die Gemeinschaft evangelischer Ostpreußen und die Evangelische Kirche der Union ermöglichten die provisorische Aufarbeitung des unübersehbaren Zettelmaterials. Das (berühmte) „Zwischenmanuskript“ wird im Evangelischen Zentralarchiv in Berlin verwahrt.

## Ehrungen
- Goldenes Ehrenzeichen der Landsmannschaft Ostpreußen